# Подусівська сільська рада
| Подусівська сільська рада — колишній орган місцевого самоврядування у Перемишлянському районі Львівської області з адміністративним центром у с. Подусів. Історична дата утворення: в 1994 році. Водоймища на території, підпорядкованій даній раді: річка Дуброва. Сільській раді підпорядковані населені пункти: - с. Подусів |

## Склад ради
Рада складається з 14 депутатів та голови.

### Керівний склад ради
| ПІБ                        | Основні відомості                                                               | Дата обрання | Дата звільнення |
| -------------------------- | ------------------------------------------------------------------------------- | ------------ | --------------- |
| Петриків Степан Михайлович | Сільський голова, 1963 року народження, освіта, безпартійний                    | 26.03.2006   | 31.10.2010      |
| Борщ Михайло Грогорович    | Сільський голова, 1975 року народження, освіта середня спеціальна, безпартійний | 31.10.2010   |                 |

Примітка: таблиця складена за даними джерела